# Vintertrattskivling
Vintertrattskivling (Clitocybe brumalis) är en svampart som först beskrevs av Elias Fries, och fick sitt nu gällande namn av Lucien Quélet 1872. Clitocybe brumalis ingår i släktet Clitocybe och familjen Tricholomataceae.   Inga underarter finns listade i Catalogue of Life.